# سس پنیر
سس پنیر سسی است که از پنیر یا پنیر پرورده تهیه می‌شود. گاهی از پنیر خشک یا پودر پنیر نیز استفاده می‌شود. این سس انواع مختلف و کاربردهای مختلفی در آشپزی دارد. سس‌های پنیر تجاری در تولید انبوه نیز توسط شرکت‌های مختلف به دو صورت مایع و خشک تهیه می‌شوند. این سس‌های آماده شده توسط مصرف‌کنندگان و رستوران‌ها استفاده می‌شوند و از فرمول‌های تجاری در تولید انواع غذاهای آماده مانند مخلوط ماکارونی و پنیر و غذاهای منجمد استفاده می‌شود.

## انواع
سس‌های مختلفی از پنیر یا پنیر پرورده تهیه می‌شوند:
- سس آلفردو – یک سس آمریکایی با الهام از فتوچینی آلفردو[۱]
- سس پنیر آبی
- سس کاروسو - سس آمریکای جنوبی
- سس چدار
- سس فلفل قرمز با پنیر – دارای بافتی صاف و کرمی است و در جنوب غرب آمریکا بسیار محبوب است
- دیپ خرچنگ
- سس مورنی – یک سس فرانسوی بر پایه بشامل
- پنیر ناچو – یک سس پنیر فراوری شده آمریکایی

پنیر خامه ای یک سس آمریکایی است که منشأ آن چستر، نیویورک است. این سس پنیری، از شیر و خامه تهیه می‌شود.

انواع
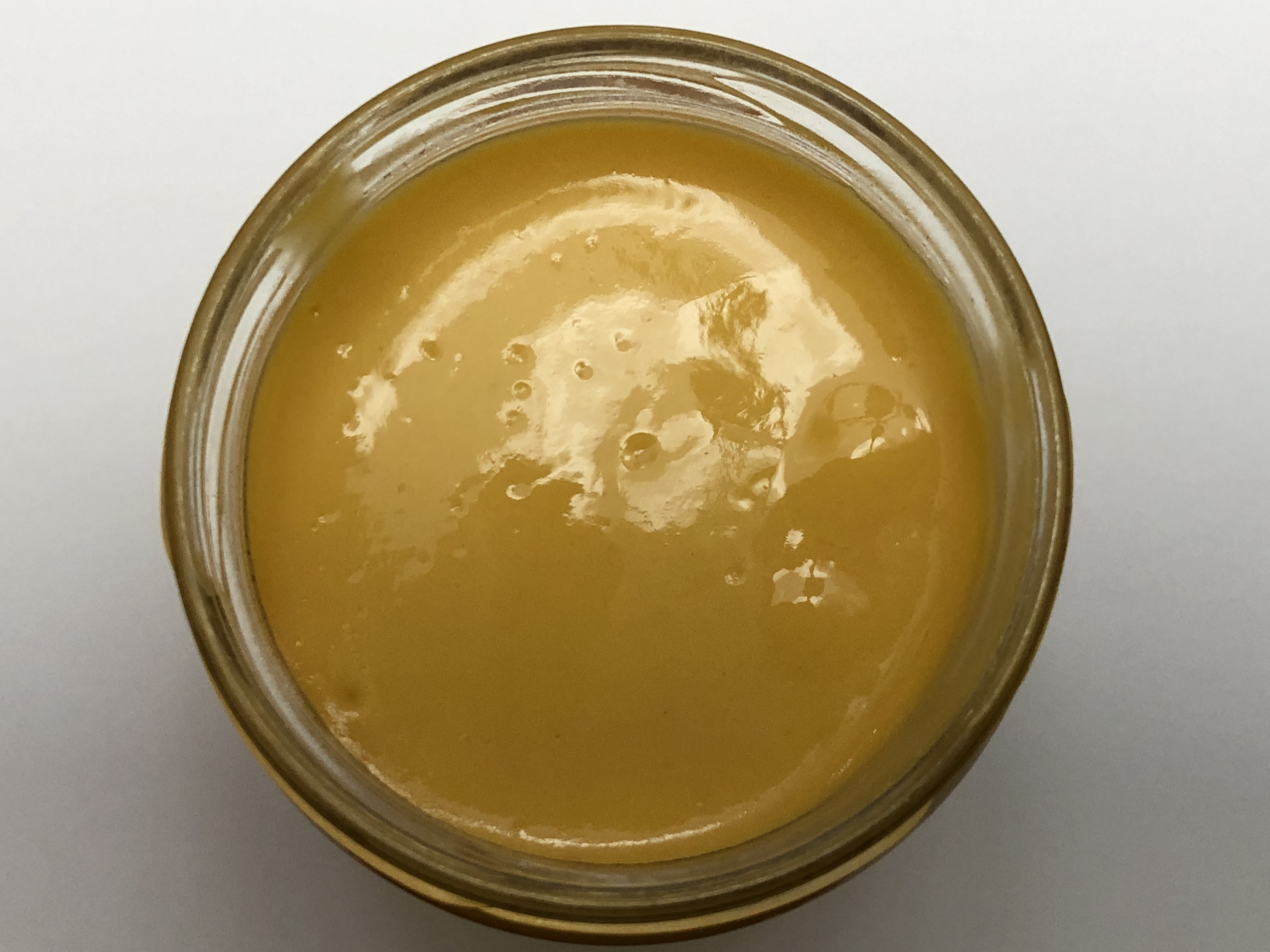
یک شیشه سس چیز ویز
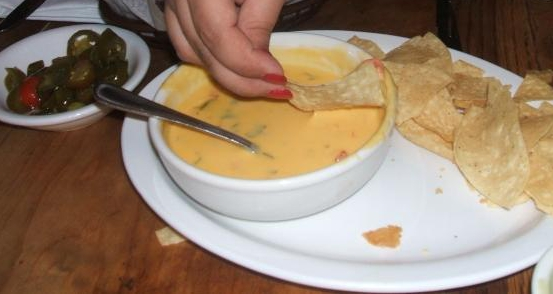
دیپ فلفل دلمه ای با چیپس تورتیلا
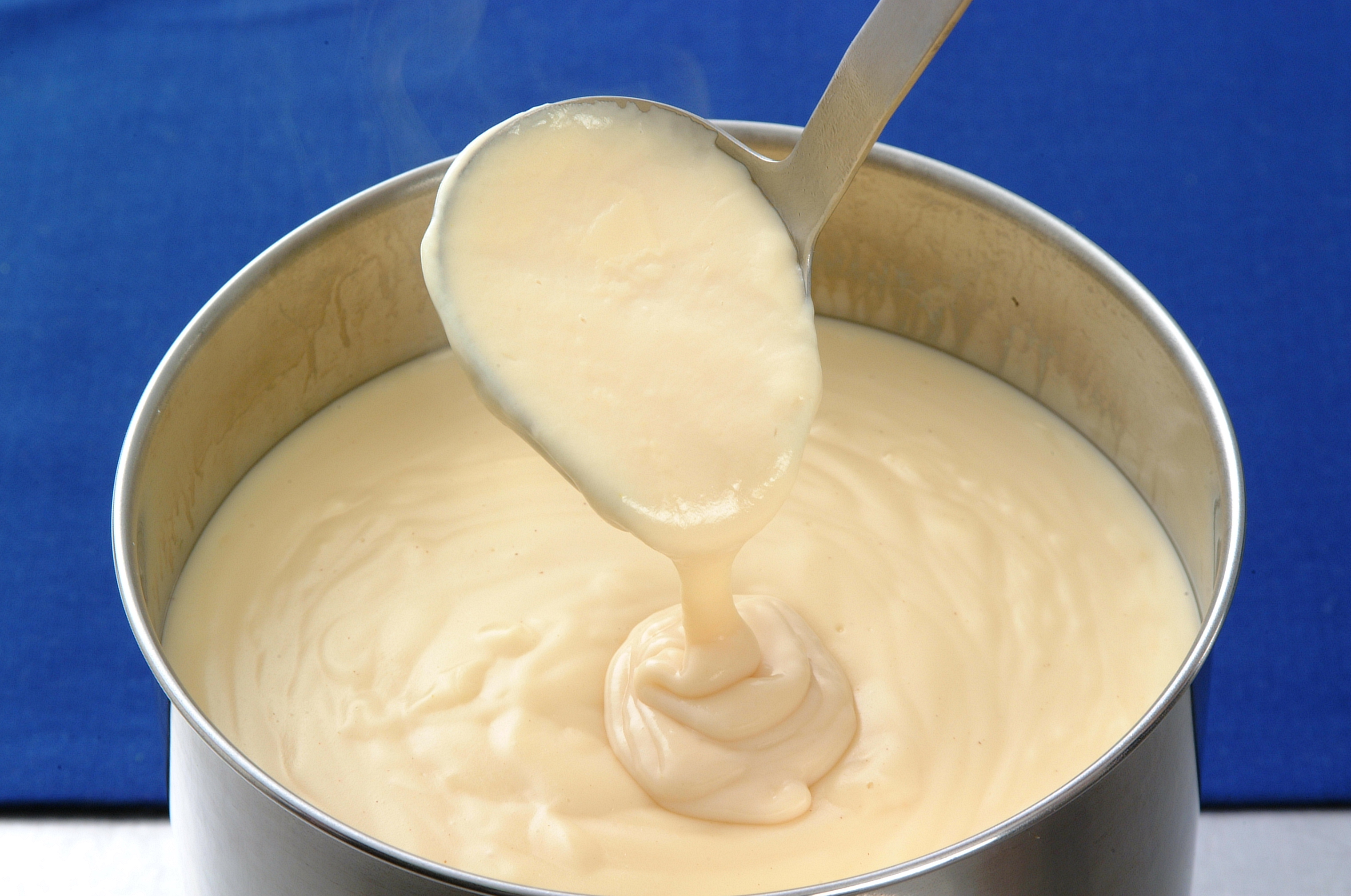
سس مورنی
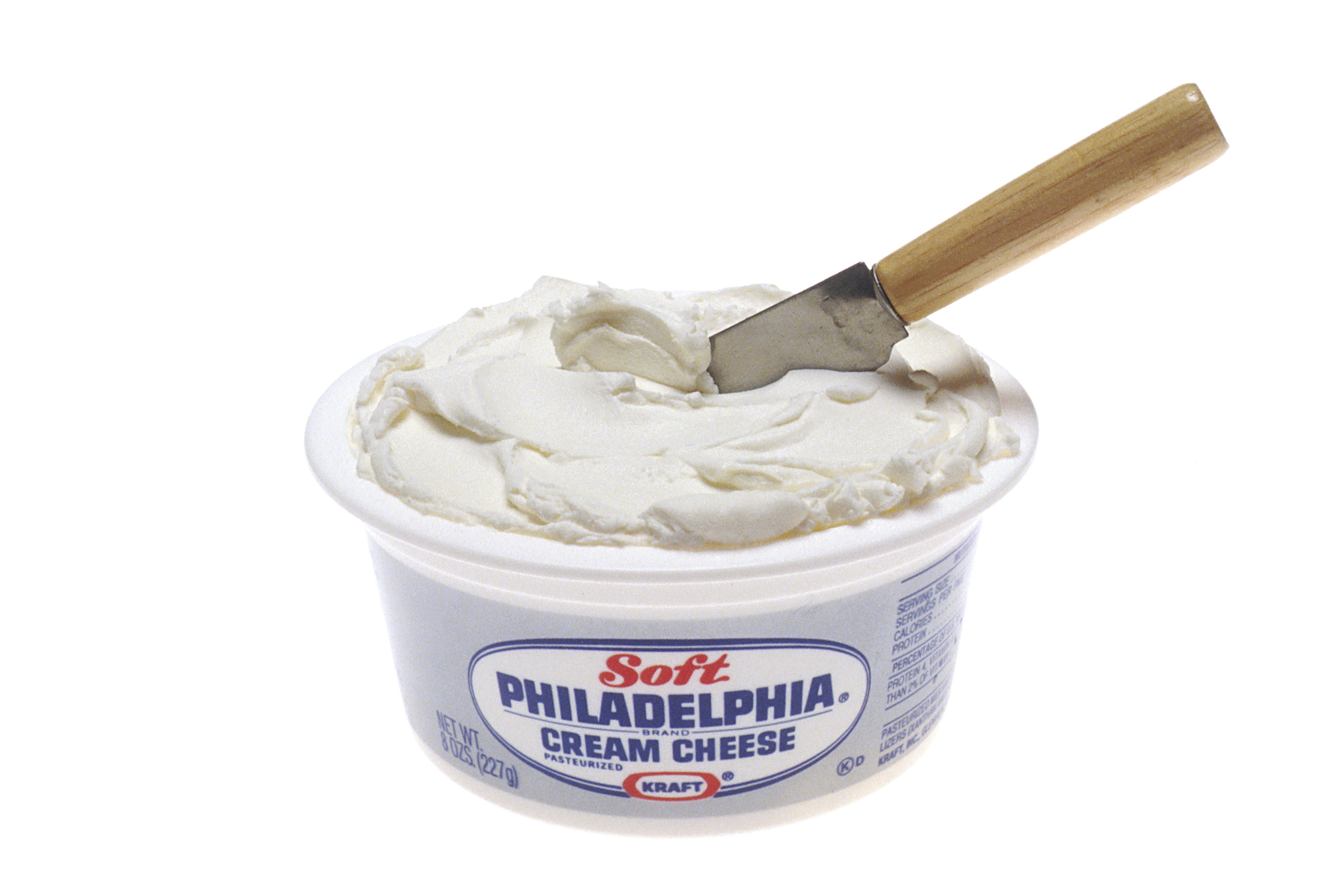
سس پنیر خامه ای تازه

## مصارف آشپزی

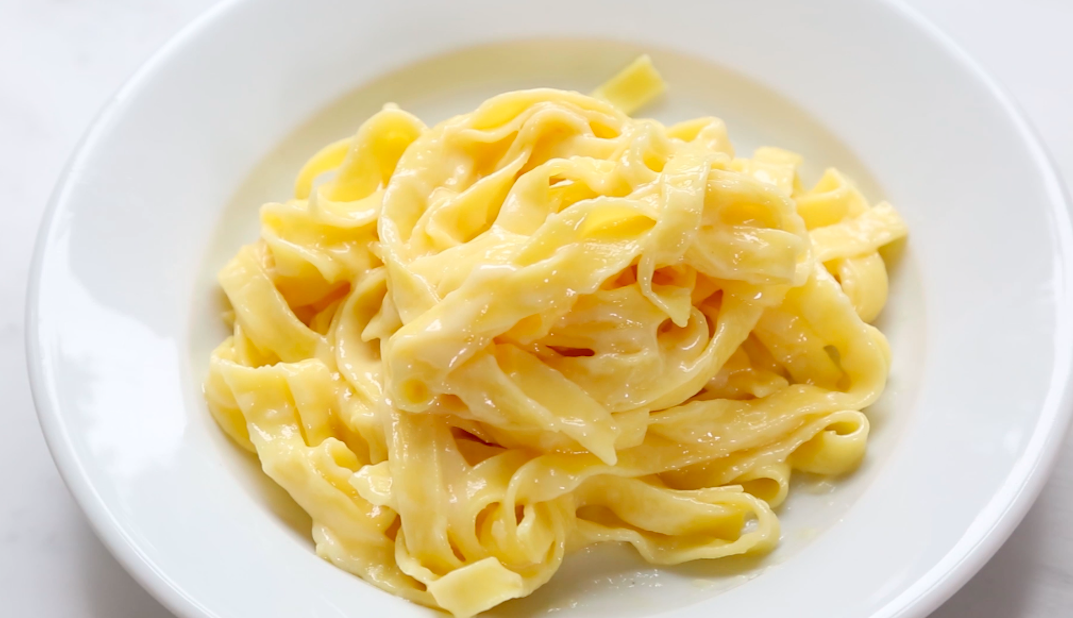
فتوچینی آلفردو، تهیه شده با کره و مخلوط پنیر پارمیجانو که هنگام پختن سس پنیر را تشکیل می‌دهد.

سس پنیر معمولاً به عنوان دیپ برای خوراکی‌های مختلف مانند چیپس و سبزیجات استفاده می‌شود. همچنین به عنوان یک ماده یا رویه برای بسیاری از غذاها و مخلفات مختلف مانند ساندویچ، سیب زمینی سوخاری، کاسرول، پاستا، تخم مرغ، ماهی و غذاهای گوشتی و در سوپ نیز استفاده می‌شود.
بعضی از غذاها که با استفاده از سس پنیر تهیه می‌شوند:
- سیب زمینی سرخ کرده پنیر
- استیک پنیر[۲]
- فتوچین آلفردو
- فوندو
- ماکارونی و پنیر[۳]
- ناچوز[۴]